# 詹姆斯·霍奇斯
詹姆斯·霍奇斯 （英語：James Hodges，1970年7月9日—），美国职业篮球运动员，身高6尺9寸 (205公分)体重205磅 (93公斤)，司职中锋和大前锋。

## 生平

### 大学篮球生涯
大学期间詹姆斯是NCAA三级联赛威斯康星大學白水分校得分王和第一篮板手，帮助球队取得了大学联赛的冠军。此後他成为了最早进入中国职业联赛的外籍球员之一。

### 中国联赛扣篮王
詹姆斯在1990年代晚期效力于中国男子篮球职业联赛，他以其出色的身体素质和弹跳夺得了1996-97赛季和1998-99赛季的CBA扣篮王称号，在中国联赛中拥有很高的人气，詹姆斯说:“他们像对待迈克尔·乔丹一样对待我”。但总的来说，詹姆斯技术仍很粗糙，在当时创建不久水平也不高的中国联赛中也只有扣篮这一项能力颇为出色，在CBA联赛时詹姆斯分别效力过辽宁猎人队和江苏龙队。

### 後期生涯
他返回美国後加盟了一些小联盟的球队，比如ABA联盟的乔治亚统治骑士队 (Georgia Reigning Knights)。